# Christian Kern
Christian Kern (Vienna, 4 gennaio 1966) è un politico e dirigente d'azienda austriaco, Cancelliere federale dell'Austria dal 17 maggio 2016 al 18 dicembre 2017.
Giornalista economico di professione, Kern, membro del Partito Socialdemocratico d'Austria, è stato portavoce del presidente del gruppo parlamentare del suo partito a metà degli Anni Novanta, prima di diventare dirigente della maggiore compagnia elettrica austriaca Verbund e successivamente amministratore delegato dell'impresa statale Österreichische Bundesbahnen.
Dopo le dimissioni di Werner Faymann in corrispondenza delle elezioni presidenziali del 2016, la maggioranza socialdemocratica lo nomina cancelliere.
Kern ha giurato come Cancelliere il 17 maggio 2016, formando un nuovo Governo di grande coalizione con il Partito Popolare Austriaco (ÖVP), ma promettendo un nuovo programma incentrato sulla creazione di nuovi posti di lavoro. In precedenza Kern aveva criticato la classe politica austriaca definendola ossessionata di potere e priva di progetti sensati per il futuro del Paese.

## Biografia
Figlio di un elettricista e di una segretaria, cresce nel quartiere Simmering di Vienna. Dopo il liceo studia giornalismo e comunicazione presso l'Università di Vienna, specializzandosi in seguito in management presso il Management Zentrum St. Gallen. Durante i suoi studi, entra a far parte dell'Associazione degli studenti socialisti d'Austria (VSStÖ), un'organizzazione affiliata ai socialdemocratici. È stato redattore capo della rivista pubblicata da questa associazione.

### Carriera professionale
Inizia la carriera professionale nel 1989 come giornalista scrivendo per la rivista economica Wirtschaftspressedienst e Option.  Nel 1991 diventa assistente del sottosegretario di stato per il servizio civile della Cancelleria federale, Peter Kostelka.  Quando Kostelka è nominato presidente del gruppo parlamentare del Partito socialdemocratico (SPÖ) nel 1994, Kern diventa il suo capo di gabinetto e portavoce.
Nel 1997 Kern lavora in una società che è il più grande fornitore austriaco di elettricità, la Verbund AG. Dal 1999 supervisiona il marketing e le vendite, nel 2007 è nominato senior manager per le fusioni e acquisizioni all'estero, gli investimenti e la rete austriaca di trasmissione ad alta tensione.
Nel 2010 Kern assume la carica di CEO delle ferrovie federali austriache (ÖBB). È nominato presidente della Comunità delle società europee ferroviarie e di infrastruttura (CER) nel 2014, dal 2009 è membro del consiglio di FK Austria Wien.
Nel 2012 ÖBB celebra il 175º anniversario della Nordbahn, la prima società che ha preceduto l'inizio del trasporto ferroviario in Austria.  Kern inaugura una mostra sulla complicità della società con il Terzo Reich, intitolata "Gli anni soppressi - Ferrovia e Nazionalsocialismo in Austria 1938-1945".  Ha fatto riferimento a quel periodo come "la parte più oscura della storia della nostra azienda", aggiungendo che "siamo obbligati a commemorare e con questa documentazione vorremmo contribuire ulteriormente a venire a patti con il passato. Non importa quanto incredibili possano sembrare questi eventi per noi oggi, dobbiamo accettare chiaramente questi tempi come parte della nostra storia di ÖBB". Successivamente la mostra è presentata nell'edificio parlamentare del Parlamento europeo a Bruxelles. Per il suo straordinario impegno nel rappresentare il passato della società, nel giugno 2013 la comunità israelitica di Vienna gli assegna la medaglia Kern the Marietta e Friedrich Torberg.
Nel corso della crisi dei migranti del 2015, Kern ha organizzato il trasporto di migliaia di migranti provenienti dalla "rotta dei Balcani" in tutto il paese.  È considerato un sostenitore della politica migratoria del cancelliere tedesco Angela Merkel. Il leader sindacale austriaco Roman Hebenstreit, che è anche presidente del consiglio di fabbrica dell'ÖBB, ha descritto Kern nel 2016 come "il primo capo di ÖBB a essere veramente vicino ai suoi lavoratori."

### Cancelliere dell'Austria

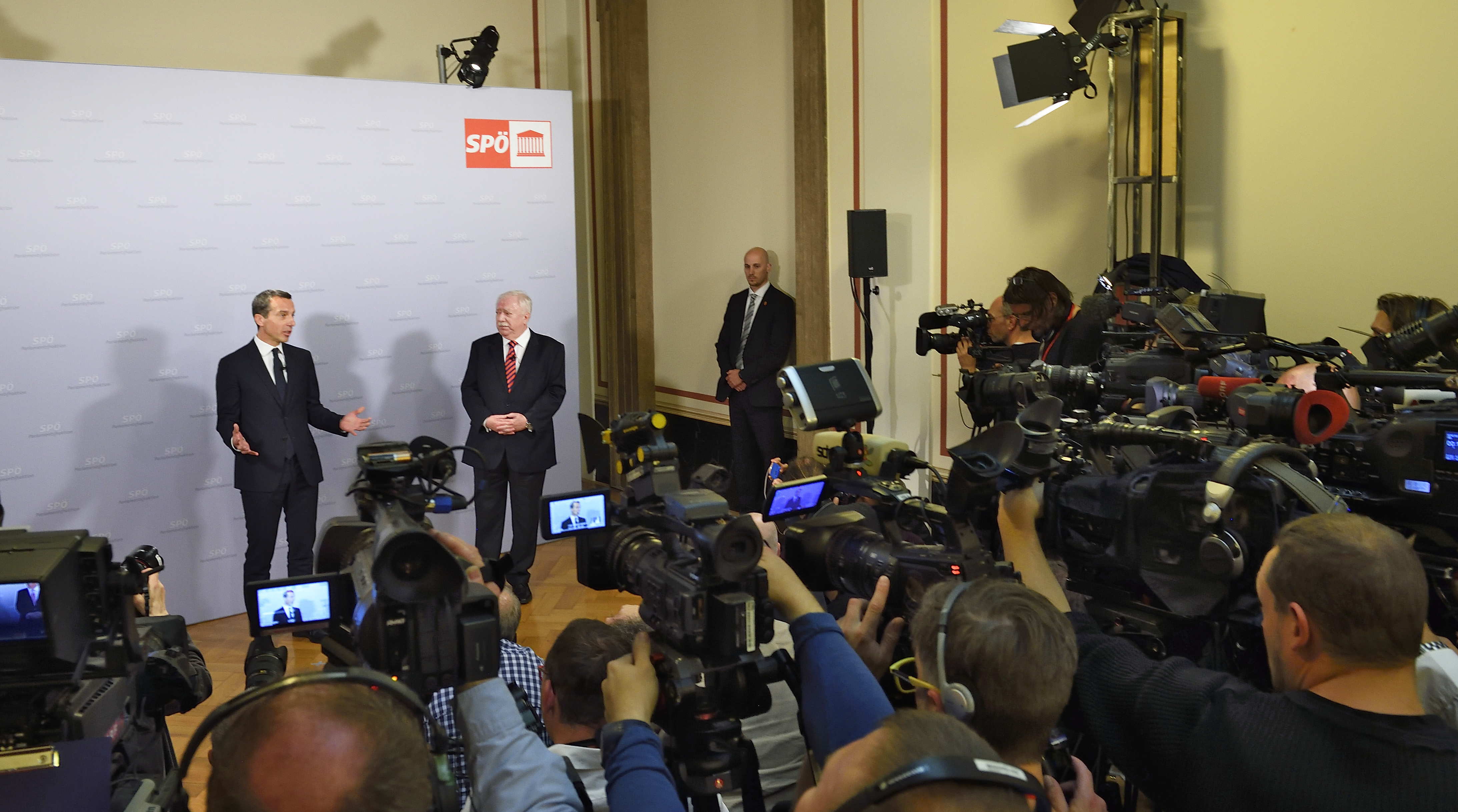
Kern nella prima conferenza stampa da cancelliere designato il 17 maggio 2016

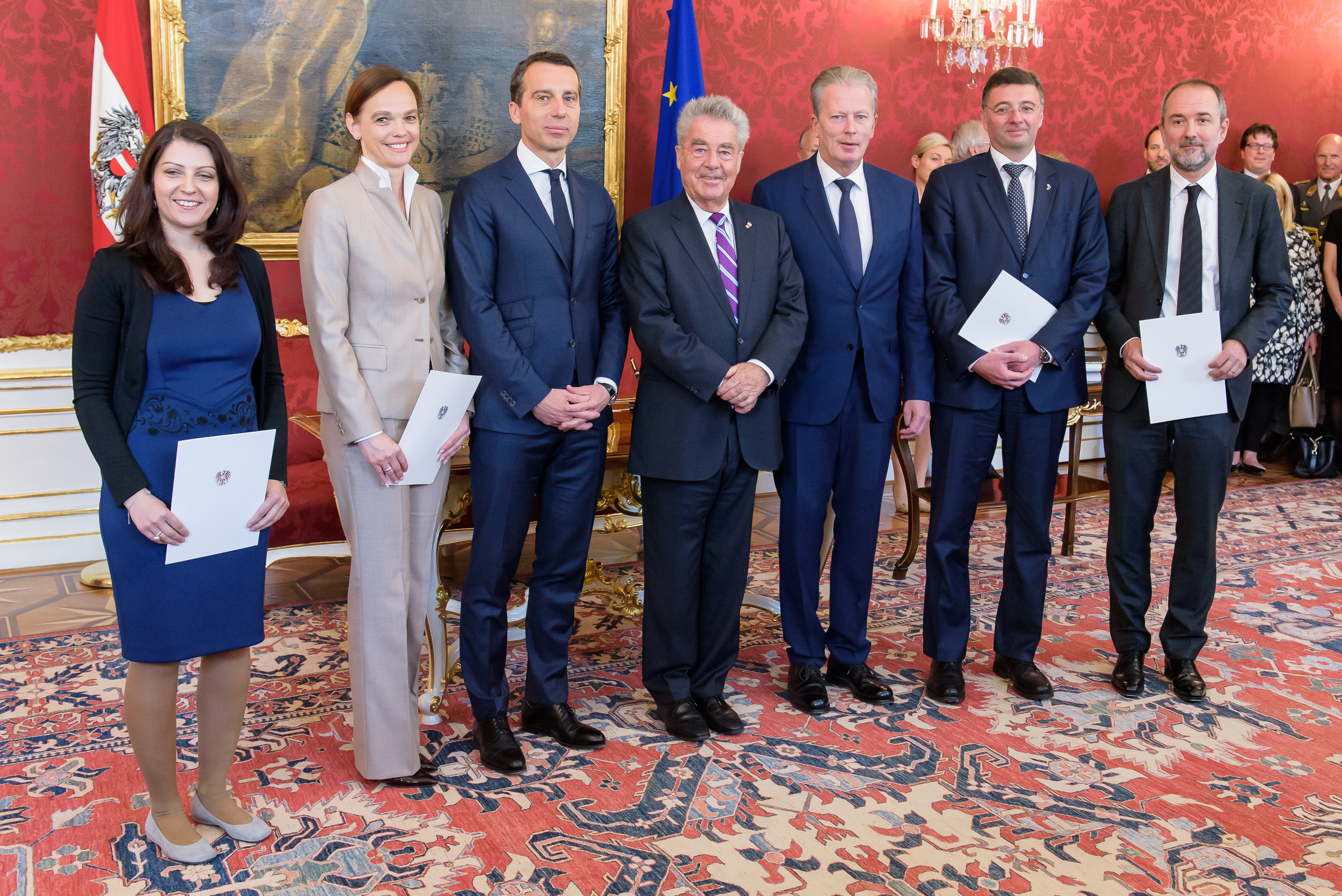
Kern con il Presidente della Repubblica Heinz Fischer nella cerimonia del giuramento con i membri del suo Governo

Sin dal 2014, Kern era stato più volte ritenuto uno dei possibili successori di Werner Faymann come Cancelliere. Nel 2015 il giornale austriaco Profil lo aveva chiamato il "Cancelliere dei cuori" citando la Österreichische Bundesbahnen da lui diretta come "l'unica istituzione che aveva funzionato perfettamente durante la crisi dei migranti".
Sei mesi dopo, quando il 9 maggio Faymann rassegnò le sue dimissioni, Kern fu nuovamente nominato tra i possibili successori insieme a Gerhard Zeiler e Brigitte Ederer. Il 12 maggio, i Socialdemocratici trovarono un accordo sulla nomina di Kern a capo dell'esecutivo. Kern fu quindi nominato ufficialmente come nuovo Cancelliere il 17 maggio dal Presidente della Repubblica Heinz Fischer, mentre la sua nomina a leader del Partito Socialdemocratico d'Austria fu ratificata dal successivo congresso del partito il 25 giugno.
Nella sua prima conferenza stampa, Kern chiese ai due partiti della coalizione di Governo un cambiamento nel modo di cooperare, mettendoli in guardia dal rischio di scomparire dalla scena politica in caso contrario visto il risultato deludente di entrambi nel recente primo turno delle elezioni presidenziali. Riaffermò inoltre la sua posizione sulla crisi dei migranti.
Nonostante il suo passato da manager, la nomina di alcuni membri dell'ala sinistra del partito come nuovi ministri è stata interpretata come una svolta a sinistra. La nomina di Wehsely, conosciuto per le convinte posizioni a favore del diritto d'asilo durante la crisi dei migranti, è stata considerata controversa con l'analista Thomas Hofer che la ha definita addirittura una "dichiarazione di guerra" contro i conservatori e partner della coalizione dell'ÖVP. Wehsely tuttavia rifiutò la nomina preferendo conservare il suo ruolo di consigliere comunale di Vienna.
In occasione delle elezioni parlamentari del 2017 Kern è stato eletto in Consiglio nazionale.
Nell'ottobre 2018 Kern ha annunciato di lasciare il mondo della politica, dimettendosi da leader del partito. Il suo successore è Pamela Rendi-Wagner, la prima donna al vertice del partito.

## Vita privata
Nel 1985 Kern ha sposato Karin Wessely, con la quale ha avuto tre figli. Nel 2001, il suo matrimonio con Wessely, che è una politica locale di SPÖ a Mödling, capitale del distretto a sud di Vienna, finì con il divorzio. Wessely tuttavia ha sostenuto la sua nomina a successore di Faymann, e l'ha elogiata come personalità carismatica, in grado di unire le fazioni più allineate a sinistra e più allineate a destra del loro partito. Con la sua seconda moglie, Eveline Steinberger, ha una figlia.